# Route nationale 172 (Italie)
Pour les articles homonymes, voir Route nationale 172 (homonymie).
La route nationale 172 (SS 172, Strada statale 172 ou Strada statale "dei Trulli") est une route nationale d'Italie, située dans les Pouilles. Elle relie Casamassima à Tarente sur une longueur de 73,288 km.

## Parcours

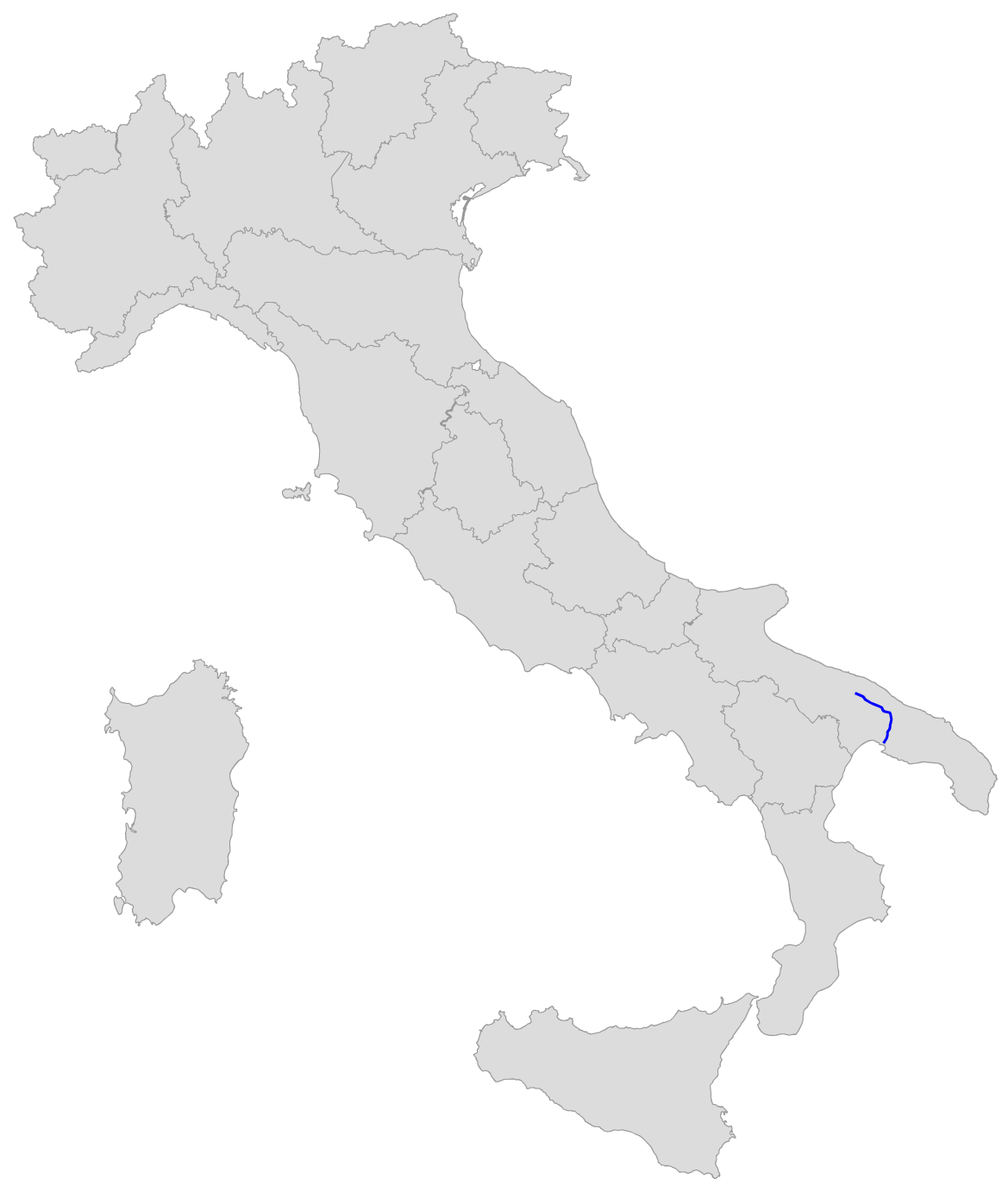
Parcours de la SS 172.